# Gerard Johannes Nicolaus de Korte

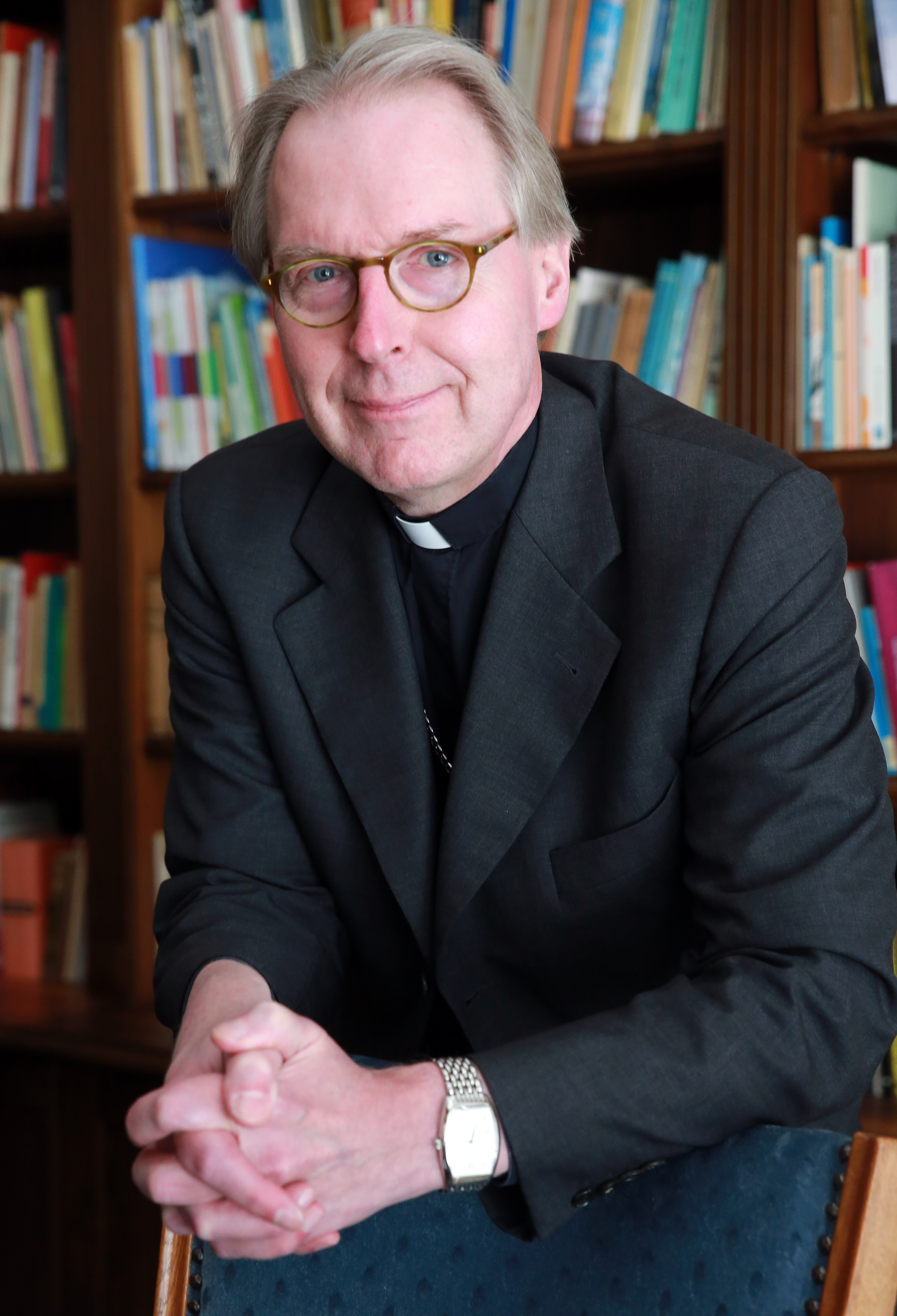
Bischof De Korte

Gerard Johannes Nicolaus de Korte (* 13. Juni 1955 in Vianen, Niederlande) ist ein niederländischer Geistlicher und römisch-katholischer Bischof von ’s-Hertogenbosch.

## Leben
Gerard Johannes Nicolaus de Korte wurde am 5. September 1987 in der Kirche St. Aloysius in Utrecht von Kardinal Adrianus Johannes Simonis zum Priester geweiht. Er wurde am 11. April 2001 zum Weihbischof in Utrecht sowie zum Titularbischof von Caesarea in Mauretania ernannt. Der Bischof von Utrecht, Kardinal Simonis, spendete ihm am 2. Juni desselben Jahres die Bischofsweihe; Mitkonsekratoren waren Johannes Gerardus Maria Kardinal Willebrands, emeritierter Erzbischof von Utrecht und emeritierter Präsident des Päpstlichen Rates zur Förderung der Einheit der Christen, und Johannes Antonius de Kok OFM, Weihbischof in Utrecht. Sein Wahlspruch lautet Confidens in Christo.
Am 18. Juni 2008 wurde er von Papst Benedikt XVI. zum Bischof von Groningen-Leeuwarden ernannt. Die Amtseinführung fand am 13. September statt.
Papst Franziskus ernannte ihn am 5. März 2016 zum Bischof von ’s-Hertogenbosch. Die Amtseinführung fand am 14. Mai desselben Jahres statt.

Weihbischof in Utrecht